# Dick Francis
Richard Stanley "Dick" Francis CBE (31 de outubro de 1920 - 14 de fevereiro de 2010) foi um jóquei e escritor galês. Muitos de seus romances eram centrados em torno de corridas de cavalos.